# Mariano H. Cornejo Zenteno
Mariano Hilario Cornejo Zenteno, más conocido como Mariano H. Cornejo (Arequipa, 28 de octubre de  1866 -  París, 25 de marzo de 1942) político, abogado, jurista, historiador, sociólogo y diplomático peruano. Fue ministro de Gobierno y presidente del Consejo de Ministros (1919) en el segundo gobierno de Augusto B. Leguía, régimen del cual fue su ideólogo. Fue diputado y senador en varios períodos, y presidente de ambas cámaras legislativas. Se destacó como orador parlamentario, defendiendo con extraordinaria elocuencia sus puntos de vista. Fue comparado con Emilio Castelar. Presidió también la Asamblea Nacional Constituyente, que promulgó la Constitución de 1920, donde impuso sus ideas políticas. Es considerado como el fundador de la sociología peruana, iniciador del positivismo filosófico en su país y difusor del evolucionismo spenceriano; pero en su obra se percibe igualmente la huella de otros autores como Comte, Levi-Bruhl, Wundt, Simmel, Frazer y Tarde. Su tratado de Sociología general (Madrid, 1908-1910, en dos volúmenes) fue muy celebrado en su tiempo. Fue el primer catedrático de Sociología en la Universidad de San Marcos. Fue nominado al Premio Nobel de la Paz sucesivamente desde el año 1931 hasta 1939.

## Biografía
Mariano H. Cornejo fue hijo de Mariano Lino Cornejo y Dorlisca Zenteno Infantas. Cursó la educación primaria y parte de secundaria en el Colegio Nacional San Carlos de Puno, culminándola en el Colegio Nacional de la Independencia Americana de Arequipa. Sus estudios superiores los cursó primero en la Universidad Nacional de San Agustín de Arequipa (1884-1886), y luego en la Universidad Nacional Mayor de San Marcos de Lima, donde se graduó de bachiller en Letras a mérito de su tesis titulada “El progreso indefinido”, inspirada en una visión providencialista de la historia: repasando el “progreso” humano, consideraba que el destino de las cosas se hallaba sujeto a un plan superior trazado por Dios (1886). Luego obtuvo su doctorado con su tesis  “Sociología del arte”, en el cual procuraba delinear esa disciplina, apelando a elementos históricos y al ambiente social en que la obra artística es creada (1887). También se bachilleró en Jurisprudencia con su tesis “El sistema hipotecario que nos rige es una institución defectuosa de nuestro Derecho Civil que exige pronta y radical reforma” (1887), para luego recibirse de Abogado (1889). Ese mismo año fue elegido diputado suplente por la provincia de Huancané. En 1890 se incorporó al Ateneo y al Colegio de Abogados de Lima. Posteriormente se graduó de bachiller y de doctor en Ciencias Políticas y Administrativas (1896), a mérito de sus tesis sobre "Las ventajas del jurado” y “El gobierno parlamentario”, respectivamente. 
Tras recibirse de abogado regresó a Puno para ejercer la profesión; allí fue donde empezó su vida pública, que sería extensa y fecunda. Se casó con Clorinda Cano. Fue elegido diputado suplente por Huancané en 1891, pero su primera cargo político efectivo fue el de alcalde de Puno, en 1892, gestión en la que puso especial énfasis en la defensa de la libertad de prensa, la autonomía municipal y la libertad de conciencia.
Ese mismo año de 1892 fue elegido diputado por Azángaro, pasando entonces a Lima a ocupar su escaño parlamentario. Se distinguió por su brillante elocuencia y por su hábil argumentación en defensa de la libertad religiosa, la libertad de prensa y la integridad territorial. Se sumó al bloque parlamentario liderado por Mariano Nicolás Valcárcel y se opuso a la intervención de los militares en la política. Al producirse la controvertida segunda elección presidencial del general Andrés Avelino Cáceres en 1894,  abandonó Lima y se estableció en Tacna, donde editó La voz del sur.
Se trasladó a La Paz, en Bolivia. Organizó partidas armadas con las cuales se unió en Puno al movimiento revolucionario que encabezó finalmente Nicolás de Piérola contra el gobierno cacerista. Triunfante esa revolución, fue elegido diputado por Puno en 1895. En el parlamento abogó por las Juntas Departamentales, el matrimonio civil y la adopción del Habeas Corpus. Por entonces se incorporó a la plana docente de la Universidad de San Marcos, donde en 1896 inauguró la cátedra de Sociología en la Facultad de Letras. En 1897 se inscribió en el Partido Demócrata o pierolista, siendo reelegido diputado por Puno en 1901. En 1901 fue designado presidente de su Cámara, y en 1902 fue elegido diputado por Sandia.
En 1904 fue nombrado ministro plenipotenciario en Ecuador, donde logró suscribir un convenio para continuar el arbitraje del rey de España en el diferendo limítrofe peruano-ecuatoriano. Fue luego nombrado ministro plenipotenciario en España y se le encargó la redacción del alegato de defensa peruana en dicho juicio arbitral (1905). Emprendió viaje a la península ibérica el 13 de marzo de ese año, en compañía de Ramón Menéndez Pidal (que había estado de paso por Lima en misión oficial como comisario regio), Honorato Vásquez (ministro plenipotenciario de Ecuador) y José Santos Chocano (secretario de la misión peruana). El 4 de julio presentó sus credenciales ante el rey Alfonso XIII y en colaboración con Felipe de Osma preparó el alegato o Memoria del Perú en el arbitraje sobre sus límites con el Ecuador, que reunió importante material histórico en cuatro volúmenes y siete de anexos de documentos, más uno de mapas, y expuso una sólida defensa jurídica de los derechos del Perú frente a las pretensiones ecuatorianas. Concurrió a la Tercera Conferencia Internacional Americana, efectuada en Río de Janeiro en 1906. De vuelta en España, presentó un 'Memorándum final (1908) y un Memorándum adicional (1909) a la mencionada Memoria. Pero antes de ser presentado el laudo arbitral, Ecuador lo rechazó al circular el rumor de que iba contra sus intereses, lamentable incidente que estuvo a punto de desencadenar un conflicto bélico en 1910.
Concluida su misión, Mariano H. Cornejo retornó a Lima, donde retomó su cátedra de Sociología en la Universidad de San Marcos (1911). Fue elegido senador por el departamento de Puno (1911).
Apoyó el golpe de Estado del 4 de julio de 1919 que llevó a Augusto B. Leguía a la presidencia de la República, cuyo primer gabinete le correspondió presidir como Ministro de Gobierno y Policía (de 4 de julio al 24 de agosto de 1919). Se convirtió en el ideólogo de dicho régimen, autodenominado “La Patria Nueva”. Renunció a sus funciones ministeriales para intervenir como candidato en las elecciones para representantes de la Asamblea Nacional Constituyente siendo elegido por el departamento de Puno. Instalada esta Asamblea, le correspondió presidirla, siendo el inspirador de las reformas esenciales que se plasmaron en una nueva Constitución Política, que fue promulgada en 1920.
Reelegido senador por Puno, presidió su cámara en 1920, pero dejó el parlamento al ser nombrado ministro plenipotenciario en Francia y delegado permanente del Perú ante la Liga de las Naciones. Arribó a París el 1 de mayo de 1921 y con algunas alternativas, ejerció aquellos cargos diplomáticos hasta el término del régimen leguiísta. Eventualmente retornó al país, por tres veces durante dicho período, a fin de desmentir las calumnias que sus adversarios le levantaron ante el presidente Leguía; y luego en 1934 y 1936. Permaneció en París hasta aún después de la ocupación alemana en plena Segunda Guerra Mundial y allí le sorprendió la muerte. Fue enterrado con honores en el cementerio del Père-Lachaise, en París.
Fue también:
- Miembro fundador del Instituto Histórico del Perú (1905).
- Presidente del Ateneo de Lima (1913).
- Miembro de la Academia Peruana de la Lengua (1917).
- Miembro de la Sociedad Geográfica de Lima (1919).
- Vicepresidente del Instituto Internacional de Sociología (1922).
- Juez de la Corte Permanente de La Haya.

## Sociología
Fue en el campo de la Sociología donde Mariano H. Cornejo realizó sus principales aportes, basándose en las corrientes intelectuales más novedosas de entonces, como el positivismo. Su libro más celebrado, Sociología general (Madrid, 1908-1910, en dos volúmenes), es una visión global de dicha disciplina. Fue prologado por José Echegaray, destacado intelectual español. Fue traducida luego al francés y sirvió de texto en la Universidad de México.

Para Cornejo la ciencia estudia “hechos positivos” y las leyes que los someten; la sociología, por consiguiente, examina los fenómenos sociales y las leyes que de ellos se derivan.

## Ciencias jurídicas
En el plano jurídico fue resuelto partidario del sistema parlamentario y en tal sentido publicó un folleto en 1915 titulado Las reformas constitucionales. 
Tuvo una decisiva participación en la discusión y promulgación del Código de procedimientos penales de 1920. Su contribución fue determinante para lograr imponer el juicio oral y público, pero no logró que se aceptara el sistema de jurados, debido sobre todo a la oposición de Manuel Vicente Villarán, decano del Colegio de Abogados de Lima en 1915. Desde entonces no se ha vuelto a plantear con fuerza la instauración en el Perú de los jurados a la manera estadounidense.
Como legislador y presidente de la Asamblea Nacional Constituyente de 1919, Cornejo logró imponer en el nuevo texto constitucional diversas reformas esenciales, entre ellas la renovación total del Congreso en simultáneo con la elección del Presidente de la República, que se aplicó durante la corta vigencia de dicha Constitución y que mucho tiempo después retomaría la Constitución de 1979. Otro de sus planteamientos fue la supresión de las vicepresidencias, que a la larga no sería tomado en cuenta.

## Obras
- Artículos literarios (1888).
- Discursos parlamentarios y políticos  (1902), en 2 volúmenes.
- Memoria del Perú en el arbitraje sobre límites con el Ecuador (1905-1907), en 12 volúmenes más un índice, en colaboración con Felipe de Osma.
- Sociología general (1908-1910), en 2 volúmenes, traducida al francés.
- La solidaridad, síntesis del fenómeno social (1909)
- Discursos políticos (2.º serie, 1913; y 3.º serie, en 2 volúmenes, 1919).
- Novísimo Código de Procedimientos en materia Criminal (1920)
- Memorandum adicional presentado a la Comisión de Arbitraje de Límites de Perú y el Ecuador (1928)
- L'organisation de la paix (1928)
- La guerre au point de vue sociologique (1930)
- El equilibrio de los continentes (1932), edición simultánea en español, francés e inglés. En esta obra sostiene que el desarrollo económico habrá de crear una solidaridad entre grandes regiones.
- La lutte pour la paix (1934), donde señala que la democracia y la nacionalidad habrá de impulsar la paz sobre el egoísmo de los Estados, y que esta tarea corresponde a las grandes potencias
- Le desequilibre constructif (1936) sostiene que el “desequilibrio constructivo” es el desequilibrio político y económico, que genera nuevas formas de cooperación.
- La gravitación de la paz (póstuma, 1966), considera la importancia de la unificación de la moneda para una integración política, y examina la evolución de los tratados de paz, la crisis diplomática y militar y la gravitación de la paz, que ha de excluir la violencia de las relaciones humanas.